# Poltroni
I Poltroni furono una nobile famiglia di Mantova.

## Storia

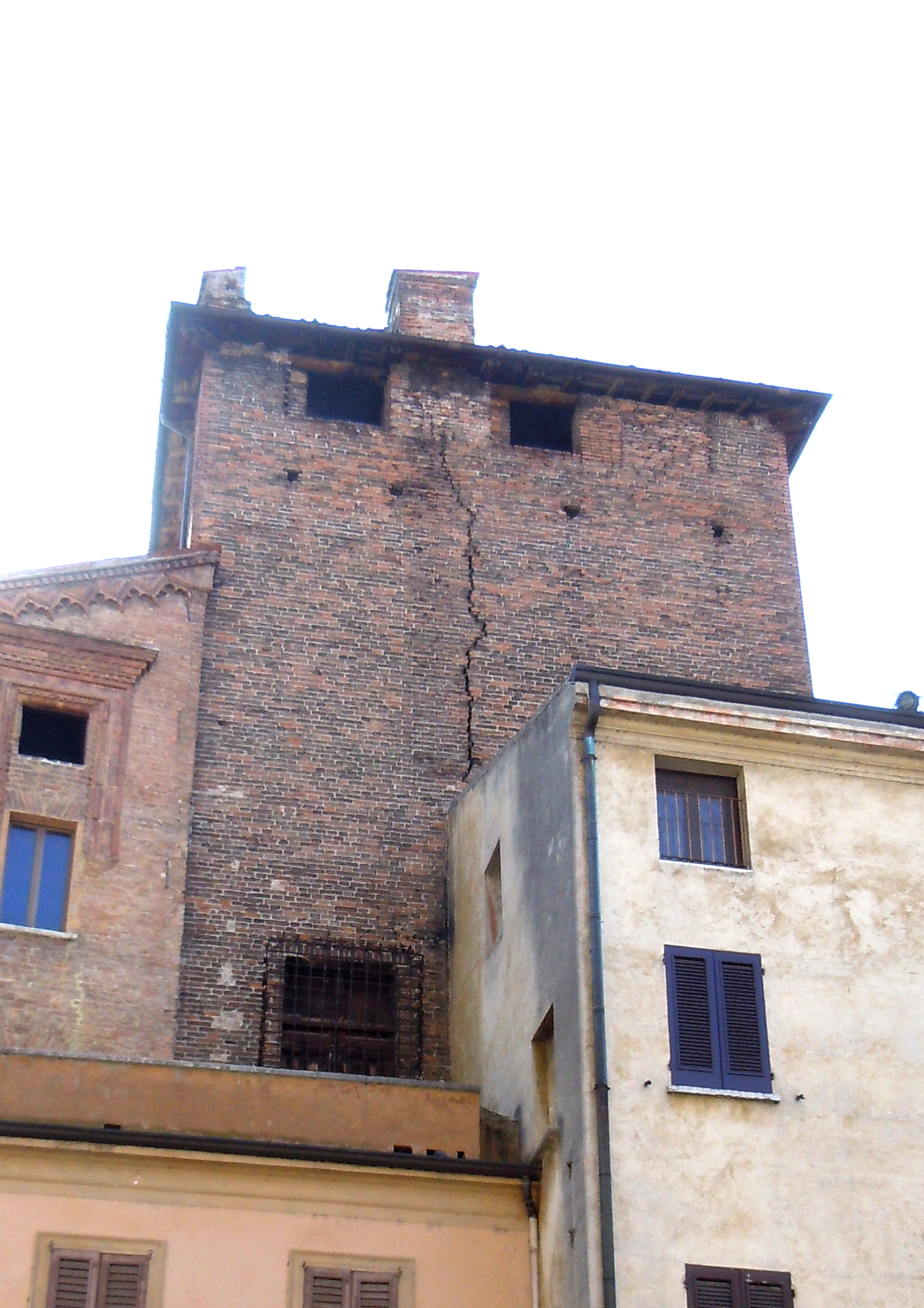
Mantova, Torre del Salaro o dei Poltroni

Capostipite fu Poltronus, vissuto a metà del XII secolo. La famiglia praticò nella città l'attività creditizia e risultò proprietaria di un notevole patrimonio immobiliare, in Mantova e in alcuni paesi confinanti. L'esponente più illustre fu Boso (?-1219 ca.), che possedeva ingenti terreni ed alcune botteghe in città. Fu impegnato in politica e fu membro del consiglio cittadino. 
Nel 1207 iniziò la guerra tra la famiglia dei Poltroni e dei Calorosi per la supremazia in città. Una tregua si ebbe nel 1235 quando venne assassinato il vescovo Guidotto da Correggio, per aver preteso di limitare la libertà potestale del comune.
Con l'affermazione dei Bonacolsi, primi signori di Mantova dal 1272, i Poltroni tornarono nell'ombra.